# Faux Cap
Faux Cap, ook wel bekend onder de naam Betanty, is de zuidelijkste stad van Madagaskar. Faux Cap ligt in Tsihombe, een district in de regio Androy.

## Bevolking
Volgens een telling in 2001 telt de stad ongeveer 16.000 inwoners. Het grootste deel van de bevolking bestaat voornamelijk uit Antandroy. De Vezo, een subclan van de Sakalava, vestigen zich hier soms om te vissen aan de kust.

## Levensstandaard
De stad heeft scholen voor zowel lager als middelbaar onderwijs. Ongeveer een kwart van de bevolking leeft van de visvangst, met name de Vezo. Een derde van de bevolking zijn landbouwers en verbouwen voornamelijk zoete aardappelen, kouseband, maïs en cassave.

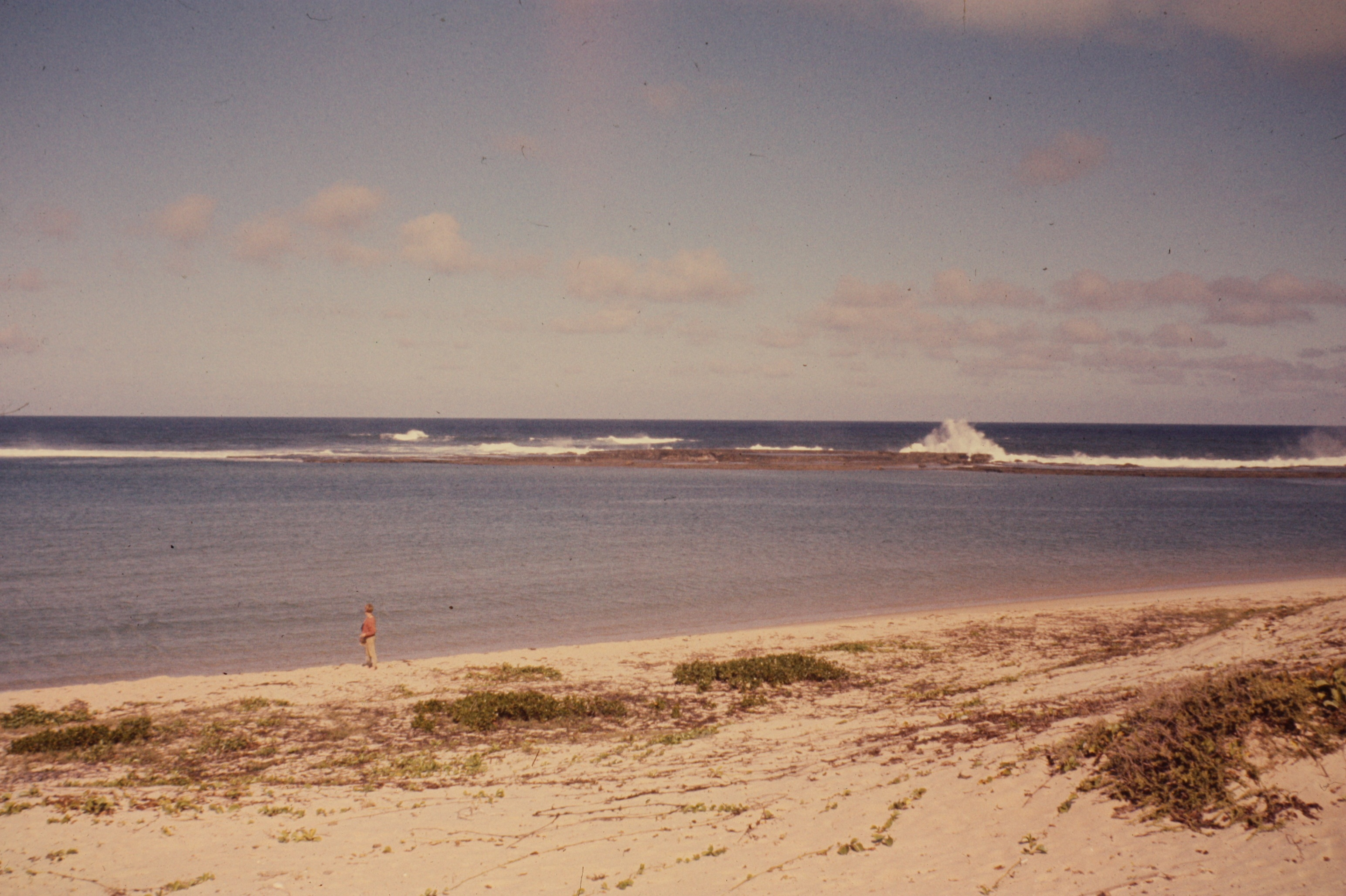
Uitzicht op het strand van Faux Cap